# Dichaetomyia basialaris
Dichaetomyia basialaris är en tvåvingeart som först beskrevs av Zielke 1972.  Dichaetomyia basialaris ingår i släktet Dichaetomyia och familjen husflugor.
Artens utbredningsområde är Madagaskar. Inga underarter finns listade i Catalogue of Life.